# Теракт на Пьяцца Фонтана (Милан)
Теракт на Пьяцца Фонтана, иначе Теракт на площади Фонтана (итал. Strage di piazza Fontana) — взрыв 12 декабря 1969 года в Banca Nazionale dell'Agricoltura, расположенном на пьяцца Фонтана в Милане.

## История
12 декабря 1969 года в помещении Banca Nazionale dell’Agricoltura на пьяцца Фонтана в Милане произошёл взрыв, вследствие чего погибли на месте 12 человек, более 90 были ранены. Позднее умерли ещё пять пострадавших. В этот же день неразорвавшееся взрывное устройство обнаружено в помещении Banca Commerciale Italiana на пьяцца Скала, и ещё три взрыва произошли в Риме: четырнадцать человек получили ранения после теракта в Banca Nazionale del Lavoro, а трое пострадали после двух взрывов у мемориала Витториано.
Начавшееся расследование взрыва на пьяцца Фонтана на первом этапе привело к аресту анархистов Пьетро Вальпреда и Джузеппе Пинелли (15 декабря 1969 года Пинелли при невыясненных обстоятельствах во время допроса выпал из окна четвёртого этажа полицейского управления Милана и погиб). Существует версия об умышленном убийстве Пинелли во время допроса. И хотя невиновность Пинелли была доказана последующим расследованием, сотрудники полиции, включая руководившего допросом комиссара Луиджи Калабрези, не понесли никакого наказания. 17 мая 1972 года боевики леворадикальной организации «Борьба продолжается» застрелили комиссара Калабрези, когда тот садился в свой автомобиль.
В августе 1972 года обвинения были предъявлены неофашистам Франко Фреда и Джованни Вентуре. В последующие годы были вскрыты факты причастности спецслужб к укрывательству от следствия важных подозреваемых, но в 2000 году под подозрение попал ещё один ультраправый экстремист — Дельфо Дзордзи. В общей сложности за 35 лет состоялись семь процессов: в Риме, Милане (дважды), Катандзаро (трижды) и Бари (последний приговор кассационного суда был оглашён 3 мая 2005 года), но в итоге никто не был признан виновным в совершении теракта. Позднее появились новые свидетельства и улики, позволившие осудить в двух процессах ультраправых террористов, связанных с Фреда и Вентурой, но сами они не подлежат новому суду, поскольку были ранее полностью оправданы по данному делу.